# Bippen

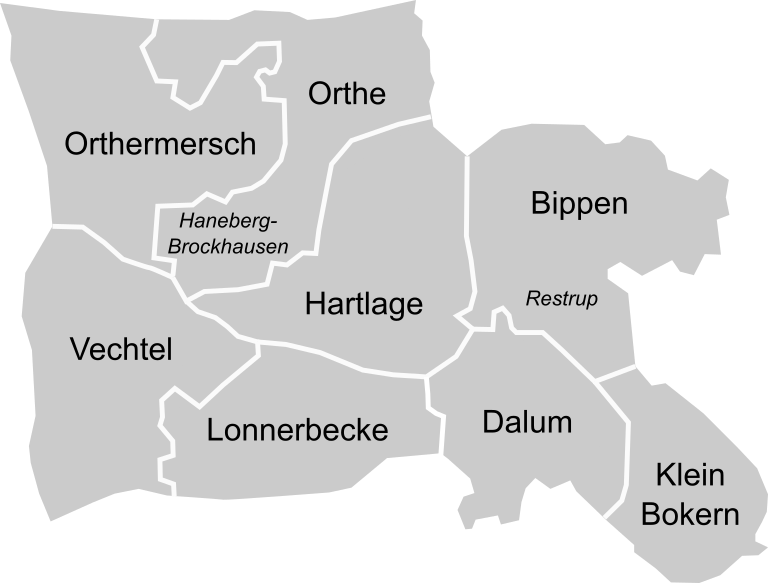
Ortsteile Bippen (Grenzen von Haneberg-Br. und Restrup nicht klar definiert)

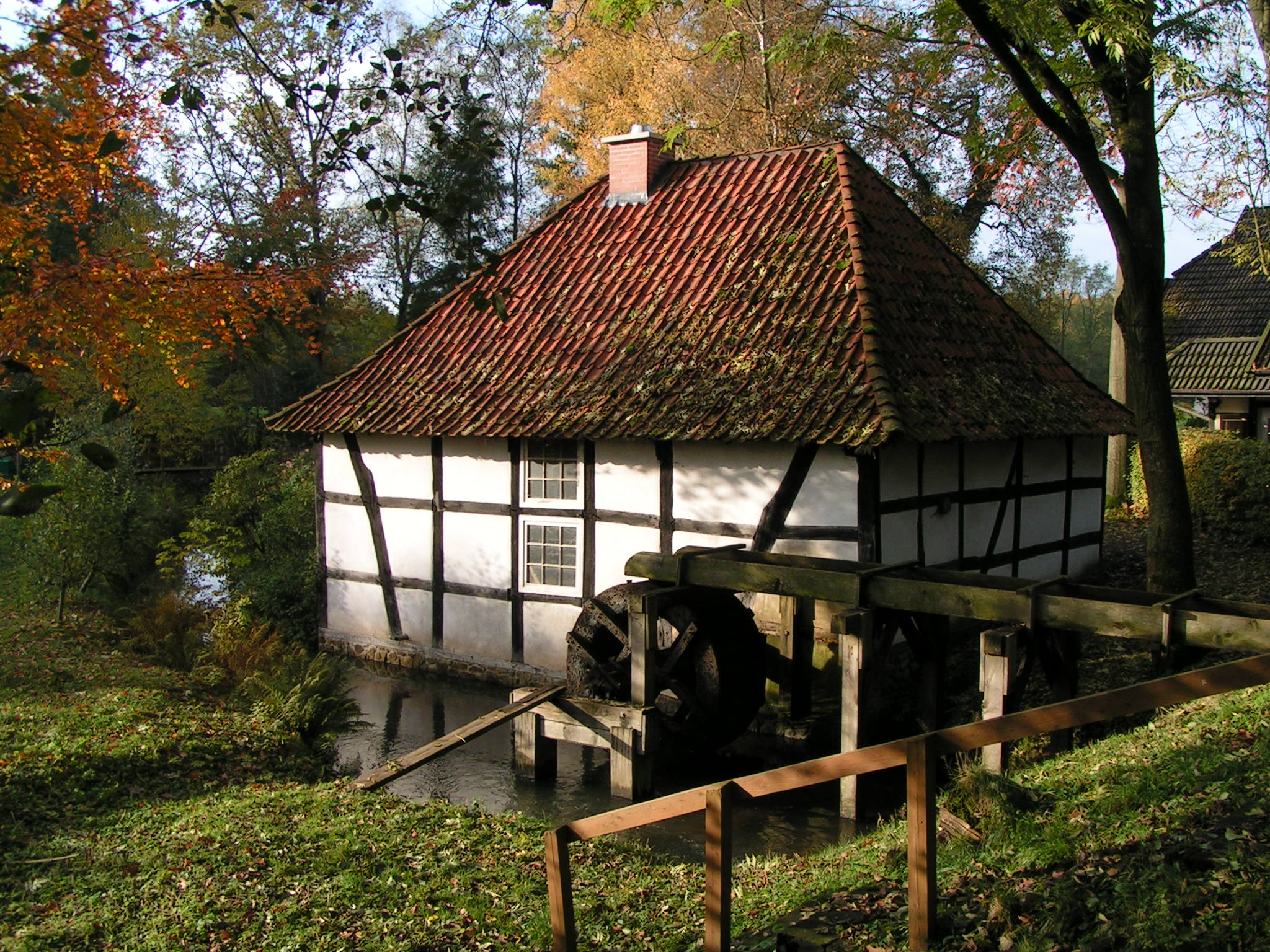
Sültemühle in Lonnerbecke

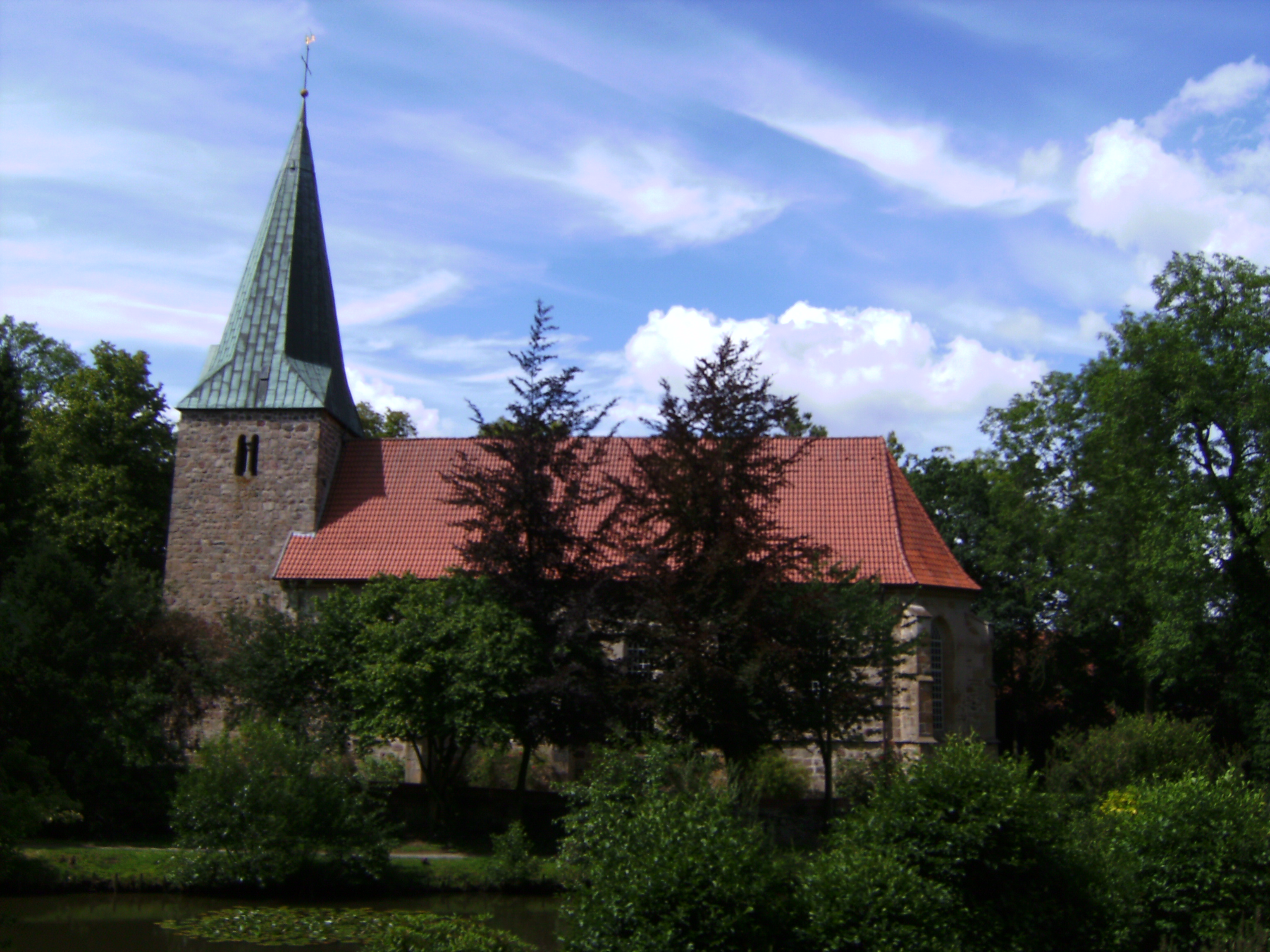
Sankt-Georgs-Kirche

Bippen ist eine Mitgliedsgemeinde der Samtgemeinde Fürstenau im nordwestlichen Landkreis Osnabrück in Niedersachsen.

## Geografie
Bippen liegt im Norden der Ankumer Höhe und grenzt im Nordosten an das Artland sowie im Westen an den Landkreis Emsland. Der Hauptort liegt etwa 40 km nordnordwestlich von Osnabrück. Die Stadt Lingen (Ems) befindet sich in rund 30 km westsüdwestlicher Entfernung von Bippen.

## Gemeindegliederung
Gemeindeteile:
- Bippen
- Dalum (mit Rumke)
- Haneberg-Brockhausen
- Hartlage-Lulle
- Klein Bokern (mit Harpke)
- Lonnerbecke
- Ohrte (mit Bokel)
- Ohrtermersch (mit Talge)
- Restrup
- Vechtel

## Nachbargemeinden
Bippen grenzt im Norden an Berge, im Osten an Eggermühlen, im Süden an Fürstenau sowie im Westen an den Landkreis Emsland mit den Gemeinden Andervenne, Handrup und Wettrup.

## Klima
Gemäßigtes Seeklima beeinflusst durch feuchte Nordwestwinde von der Nordsee. Im langjährigen Mittel erreicht die Lufttemperatur in Bippen 8,5–9,0 °C und es fallen ca. 700 mm Niederschlag. Zwischen Mai und August kann mit durchschnittlich 20–25 Sommertagen (klimatologische Bezeichnung für Tage, an denen die Maximaltemperatur 25 °C übersteigt) gerechnet werden.

## Geschichte
Bis 1400 gehörte Bippen zur Grafschaft Tecklenburg. Mit der Niederlage der Grafen von Tecklenburg gegen die Bischöfe vom Bistum Münster und Bistum Osnabrück wurde Bippen ein Teil des Hochstifts Osnabrück. Bippen gehörte seitdem bis 1802 zum Bistum Osnabrück. Nach der französischen Besetzung bis 1814 kam Bippen infolge des Wiener Kongress an das Königreich Hannover. Am Nachmittag des 15. September 1852 wurde der Ortsteil Ohrte sowie die Menslager Ortsteile Schandorf und Herbergen von einer Windhose heimgesucht. Mit der Niederlage des Königreichs Hannover von 1866 wurde Bippen Teil von Preußen.
Im Ortsteil Dalum wurde im 19. Jahrhundert ein Hortfund der Schnurkeramiker bzw. der Einzelgrabkultur gemacht. Es handelte sich um einen Ösenhalsring und eine sehr seltene Kupferaxt. Hier liegt auch das Großsteingrab Dalum. Im Zweiten Weltkrieg gab es in Vechtel zunächst einen Scheinflugplatz. 1944 wurde er in den Feldflugplatz Vechtel umgewandelt und eine Staffel des Jagdgeschwaders 26 dort stationiert. 1993 wurde die 900-Jahr-Feier begangen (Erwähnung in einer Urkunde aus dem Kloster Corvey als „bipehem“). Bippen ist Station der Straße der Megalithkultur.

### Ortsname
Alte Bezeichnungen des Ortes sind: Bipeheim, Biphem, Bippehem, Bippehen, Byppehem, Bippen, Byphem, Bipham, Bypham, Byppen, Bipphe.
Bippen ist ein bis heute nicht erklärter Name. Im zweiten Teil steht niederdeutsch „hem“ für „Heim, Siedlung, Dorf“. Vielleicht gehört der erste Teil zu „beben (Erdbeben), bibbern“. Die Namengebung könnte sich auf nachgebenden, beim Betreten schwingenden, zitternden Boden beziehen; dieses Motiv ist keineswegs selten zu beobachten, es gibt etliche Orte, die aufgrund dieser Bodeneigenschaften so benannt worden sind.

### Kirche
Die Geschichte Bippens ist eng verbunden mit der St.-Georgs-Kirche. Sie ist die älteste Kirche des Osnabrücker Nordlandes. Bereits 855 stand sie unter dem Patronat des Klosters Corvey und war schon vor der Zeit um das Jahr 1000 der Taufort für die Bewohner eines Gebietes, das der heutigen Samtgemeinde Fürstenau entspricht. Ein Bezug zum Wasser könnte im Ortsnamen enthalten sein. Eine Theorie leitet den Ortsnamen ab von „bipehem“ = „an bewegten Quellen gelegen“. Der romanische Vorgängerbau ist noch heute von außen gut zu erkennen durch zugemauerte Rundbogenfenster und die Schwagstorfer Pforte. Der Kirchturm wurde 1245 errichtet. Die Kirche wurde um 1490 nach Osten hin erweitert und erhielt ihre gotische Gestalt in drei Langhausjochen und polygonalem 5/8-Chor. Der Anbau einer Sakristei erfolgte um 1700.
Zum evangelischen Kirchspiel Bippen gehören die Ortschaften Hekese, Döthen und Bockraden.

### Eingemeindungen
Die heutige Einheitsgemeinde Bippen wurde anlässlich der Gebietsreform am 1. Juli 1972 aus den ehemals selbständigen Gemeinden Bippen, Dalum, Hartlage, Klein Bokern, Lonnerbecke, Ohrte, Ohrtermersch und Vechtel gebildet. Bis zum 30. Juni 1972 gehörten alle Ortsteile dem Landkreis Bersenbrück an.

### Einwohnerentwicklung

Bevölkerungsentwicklung in Bippen seit 1987

Die folgende Übersicht zeigt die Einwohnerzahlen von Bippen im jeweiligen Gebietsstand und jeweils am 31. Dezember.
Bei den Zahlen handelt es sich um Fortschreibungen des Landesbetriebs für Statistik und Kommunikationstechnologie Niedersachsen auf Basis der Volkszählung vom 25. Mai 1987.
Bei den Angaben aus den Jahren 1961 (6. Juni) und 1970 (27. Mai) handelt es sich um die Volkszählungsergebnisse einschließlich der Orte, die am 1. Juli 1972 eingegliedert wurden.
| Jahr | Einwohner |
| ---- | --------- |
| 1961 | 2728      |
| 1970 | 2679      |
| 1987 | 2591      |
| 1990 | 2642      |
| 1995 | 2965      |
| 2000 | 3010      |
| 2005 | 3065      |
| 2008 | 3033      |
| 2009 | 3030      |
| 2010 | 3005      |
| 2011 | 3005      |
| 2015 | 2945      |
| 2017 | 2980      |
| 2018 | 2949      |

## Politik

### Gemeinderat
Der Gemeinderat hat gegenwärtig 13 Mitglieder. Dies ist die festgelegte Anzahl für eine Mitgliedsgemeinde einer Samtgemeinde mit einer Einwohnerzahl zwischen 2.001 und 3.000 Einwohnern. Die Ratsmitglieder werden durch eine Kommunalwahl für jeweils fünf Jahre gewählt. Die aktuelle Amtszeit begann am 1. November 2021 und endet am 31. Oktober 2026.
Die folgende Tabelle zeigt die Kommunalwahlergebnisse seit 1996.
| 2021–2026 | 48,8 | 6 | 41,0 | 5 | 6,0 | 1 | 4,2 | 1 | –   | – | –   | – | 100 | 13 | 66,4 |
| 2016–2021 | 46,6 | 6 | 48,4 | 6 | 5,0 | 1 | –   | – | –   | – | –   | – | 100 | 13 | 61,4 |
| 2011–2016 | 55,6 | 7 | 38,3 | 5 | 6,1 | 1 | –   | – | –   | – | –   | – | 100 | 13 | 61,1 |
| 2006–2011 | 57,0 | 9 | 37,5 | 6 | 3,1 | 0 | –   | – | 2,3 | 0 | –   | – | 100 | 15 | 65,5 |
| 2001–2006 | 47,2 | 7 | 44,4 | 6 | 2,4 | 0 | –   | – | 4,1 | 0 | 2,0 | 0 | 100 | 13 | 70,3 |
| 1996–2001 | 37,7 | 5 | 55,7 | 8 | 4,3 | 0 | –   | – | 2,4 | 0 | –   | – | 100 | 13 | 71,8 |
| Prozentanteile gerundet. Quellen: Landesbetrieb für Statistik und Kommunikationstechnologie Niedersachsen, Landkreis Osnabrück. Bei unterschiedlichen Angaben in den genannten Quellen wurden die Daten des Landesbetrieb für Statistik und Kommunikationstechnologie verwendet, da diese eine insgesamt höhere Plausibilität aufweisen. |      |   |      |   |     |   |     |   |     |   |     |   |     |    |      |

### Bürgermeister
Bürgermeister der Gemeinde Bippen ist Helmut Tolsdorf (SPD).

### Städtepartnerschaften
- Gemeinde Paistu (Estland), seit 2005[13]

## Verkehr

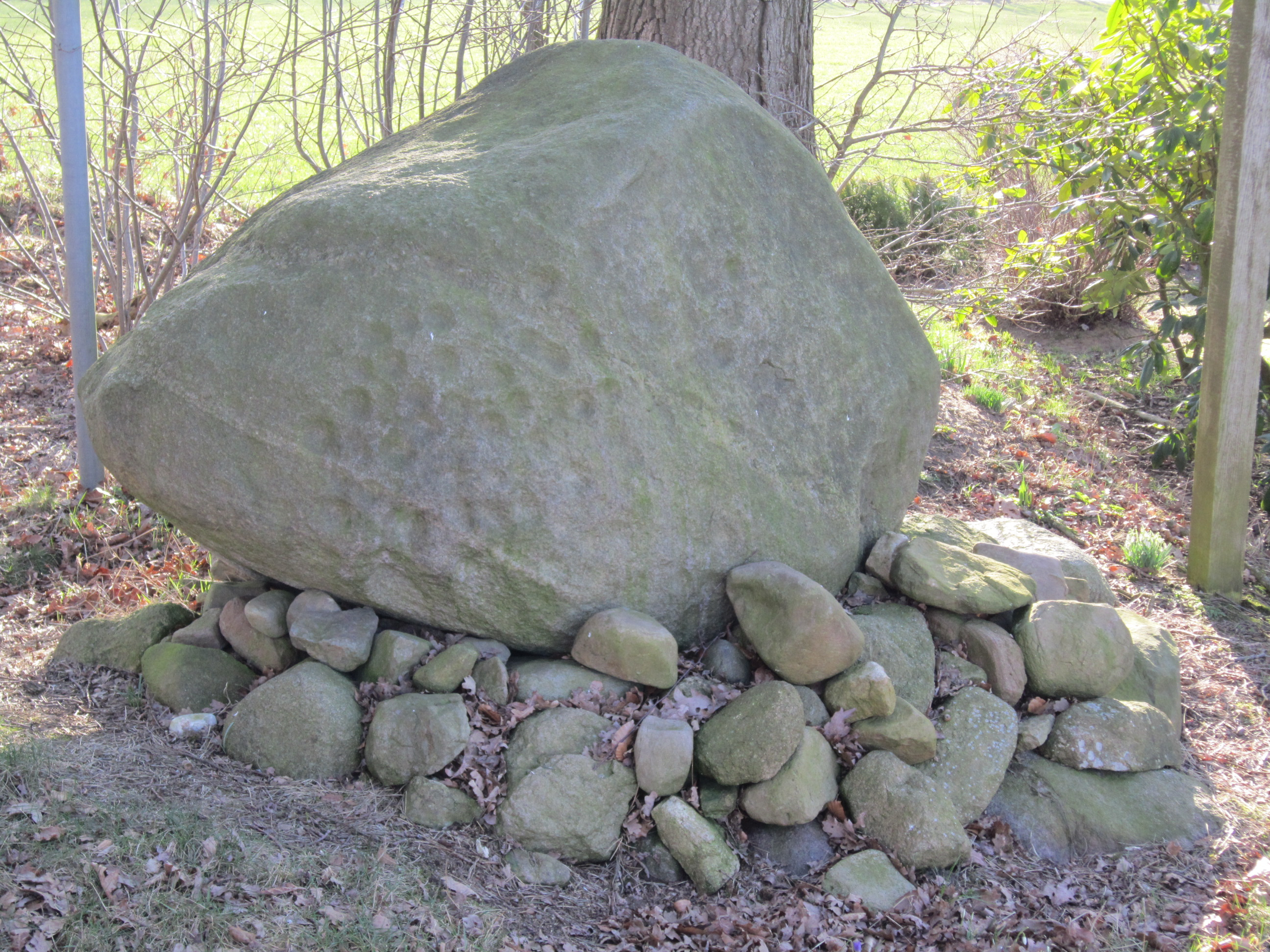
„Näpfchenstein“ in Restrup

Die Bundesstraße 402 durchquert die südwestlichen Gemeindeteile Lonnerbecke und Vechtel. Bippen liegt an der Straße der Megalithkultur, die, von Eggermühlen her kommend, nach Fürstenau führt. Etwa 100 Meter neben der Straße befindet sich in Restrup auf einem Privatgrundstück der „Näpfchenstein“, auch „Deuvels Stein“ genannt. Außerdem ist Bippen in die Artland-Route eingebunden.
Die seit 1996 nördlich von Spelle stillgelegte Bahnstrecke Rheine–Quakenbrück führt von Südwesten nach Nordosten durch das Gemeindegebiet. Ein Teil dieser Strecke und der Bahnhof im Gemeindeteil Bippen werden für touristische Ausflugsfahrten mit pedalbetriebenen Fahrraddraisinen genutzt. Die Kleinbahn Lingen–Berge–Quakenbrück verkehrte von 1904 bis 1952 auch durch das heutige Gemeindegebiet mit Bahnhöfen in Ohrte, Ohrtermersch und Vechtel. Der Bahnhof in Vechtel war Einsatzstelle und Übernachtungsstation für die Züge der Kleinbahn.
Im Taktverkehr fahren Busse der Verkehrsgemeinschaft Osnabrück nach Quakenbrück und Fürstenau.

## Söhne und Töchter der Gemeinde
- Hermann Joachim (1881–1945), Kinotechniker und Hochschullehrer
- Eberhard Ostendorff (1905–1984), Geologe und Mineraloge

## Belege
1. ↑  Fortschreibung des Bevölkerungsstandes auf Basis des Zensus 2022, Stand 31. Dezember 2024 (Hilfe dazu).
2. ↑  Ohrte (NI), Schandorf (NI), Herbergen (NI). In: tornadoliste.de. Abgerufen am 23. Juni 2022.
3. ↑  http://www.strassedermegalithkultur.de/
4. ↑  Jürgen Udolph (Recherche): Der „Ortsnamenforscher“. In: Internetseite NDR 1 Niedersachsen. Archiviert vom Original am 17. August 2014; abgerufen am 3. August 2019.
5. 1 2  Statistisches Bundesamt (Hrsg.): Historisches Gemeindeverzeichnis für die Bundesrepublik Deutschland. Namens-, Grenz- und Schlüsselnummernänderungen bei Gemeinden, Kreisen und Regierungsbezirken vom 27.5.1970 bis 31.12.1982. W. Kohlhammer, Stuttgart / Mainz 1983, ISBN 3-17-003263-1, S. 254 (Statistische Bibliothek des Bundes und der Länder [PDF; 41,1 MB]).
6. ↑  Landesbetrieb für Statistik und Kommunikationstechnologie Niedersachsen, Bevölkerungsfortschreibung (Memento des Originals vom 6. Februar 2016 im Internet Archive)  Info: Der Archivlink wurde automatisch eingesetzt und noch nicht geprüft. Bitte prüfe Original- und Archivlink gemäß Anleitung und entferne dann diesen Hinweis.
7. ↑  § 46 NKomVG, Zahl der Abgeordneten. Abgerufen am 30. April 2024.
8. ↑  Landesbetrieb für Statistik und Kommunikationstechnologie Niedersachsen, Tabelle 5000311
9. ↑  Landkreis Osnabrück, Amtliche Endergebnisse der Kreiswahl am 9. September 2001 (Memento vom 25. Mai 2005 im Internet Archive) (PDF; 528 kB)
10. ↑  Die Kommunalwahl Landkreis Osnabrück vom 11. September 2011 (enthält auch Ergebnisse 2006). (PDF, 8,0 MB, S. 23) Landkreis Osnabrück, archiviert vom Original (nicht mehr online verfügbar) am 6. März 2016; abgerufen am 6. März 2016 (Spalte "Gemeindewahlen").  Info: Der Archivlink wurde automatisch eingesetzt und noch nicht geprüft. Bitte prüfe Original- und Archivlink gemäß Anleitung und entferne dann diesen Hinweis.
11. ↑  Die Kommunalwahl Landkreis Osnabrück vom 11. September 2016. (PDF, S. 21) Abgerufen am 25. Februar 2021 (Spalte "Gemeindewahlen").
12. ↑  Samtgemeinde Fürstenau: H. Tolsdorf. Abgerufen am 20. August 2022.
13. ↑  Es geht doch nichts über gute Freunde. Samtgemeinde Fürstenau, abgerufen am 21. Februar 2021.
14. ↑  Stonepages: Restruper Näpfchenstein (Memento vom 5. April 2016 im Internet Archive)
15. ↑  SAGEN.at: Schalensteine, Näpfchensteine